# Eligieron la libertad
Ellos eligieron la libertad (en ruso: Они выбирали свободу, romanizado: Oní vybirali svobodu) es un documental de televisión en cuatro partes sobre la historia de la disidencia política en la URSS desde la década de 1950 hasta la de 1990. Fue producido en 2005 por Vladímir Kará-Murzá.
El documental cuenta la historia del movimiento disidente soviético desde su aparición a finales de la década de 1950 con el público semanal en Moscú. El desarrollo de samizdat, manifestaciones de oposición celebradas en Moscú como la  Reunión de glásnost de 1965 y Manifestación de la Plaza Roja de 1968 en protesta por la invasión de Checoslovaquia por el Pacto de Varsovia, y las duras represiones desatadas por las autoridades soviéticas contra los disidentes, incluidos los "tratamientos" psiquiátricos forzados, campos de trabajo del Gulag y deportaciones, son todos parte de la narrativa de la película.
El tercer episodio trata sobre los acontecimientos que llevaron al colapso de la dictadura soviética y la revolución democrática de agosto de 1991. El episodio final está dedicado al período posterior a 1991; en él, ex disidentes discuten por qué el surgimiento de la democracia en Rusia resultó ser de corta duración, y cómo era posible que un ex oficial KGB, Vladímir Putin, fuera elegido para la presidencia rusa.
Ellos eligieron la libertad se narra principalmente a través de entrevistas a los propios disidentes. Los participantes de la película son Vladímir Bukovski, Yelena Bónner, Natalia Gorbanévskaya, Serguéi Kovaliov, Aleksandr Yesenin-Volpin, Natán Sharanski, Yuri Orlov, Aleksandr Podrabínek, Eduard Kuznetsov, Pável Litvínov (hijo de Maksim Litvínov), Naum Korzhavin, Víktor Fainberg y Vladímir Dremlyuga.
Según el director Vladímir Kará-Murzá, el objetivo principal de su documental era mostrar que incluso un pequeño grupo de ciudadanos, que está preparado para defender la dignidad y la libertad, puede finalmente prevalecer sobre una dictadura totalitaria.
Ellos eligieron la libertad se estrenó en la cadena RTVi en octubre de 2005. El estreno ruso de la película se llevó a cabo en el «Centro Sájarov» en Moscú en diciembre de 2005. En junio de 2006, el documental fue exhibido en la Casa del Cine de Ekaterimburgo.
En febrero de 2007, "Ellos eligieron la libertad" se presentó en un seminario de derechos humanos en la Universidad de Harvard. El 11 de febrero de 2014, el Harriman Institute y el Instituto de Rusia Moderna (Institute of Modern Russia) presentaron la versión en inglés de "They Chose Freedom".